# Llaç de guia

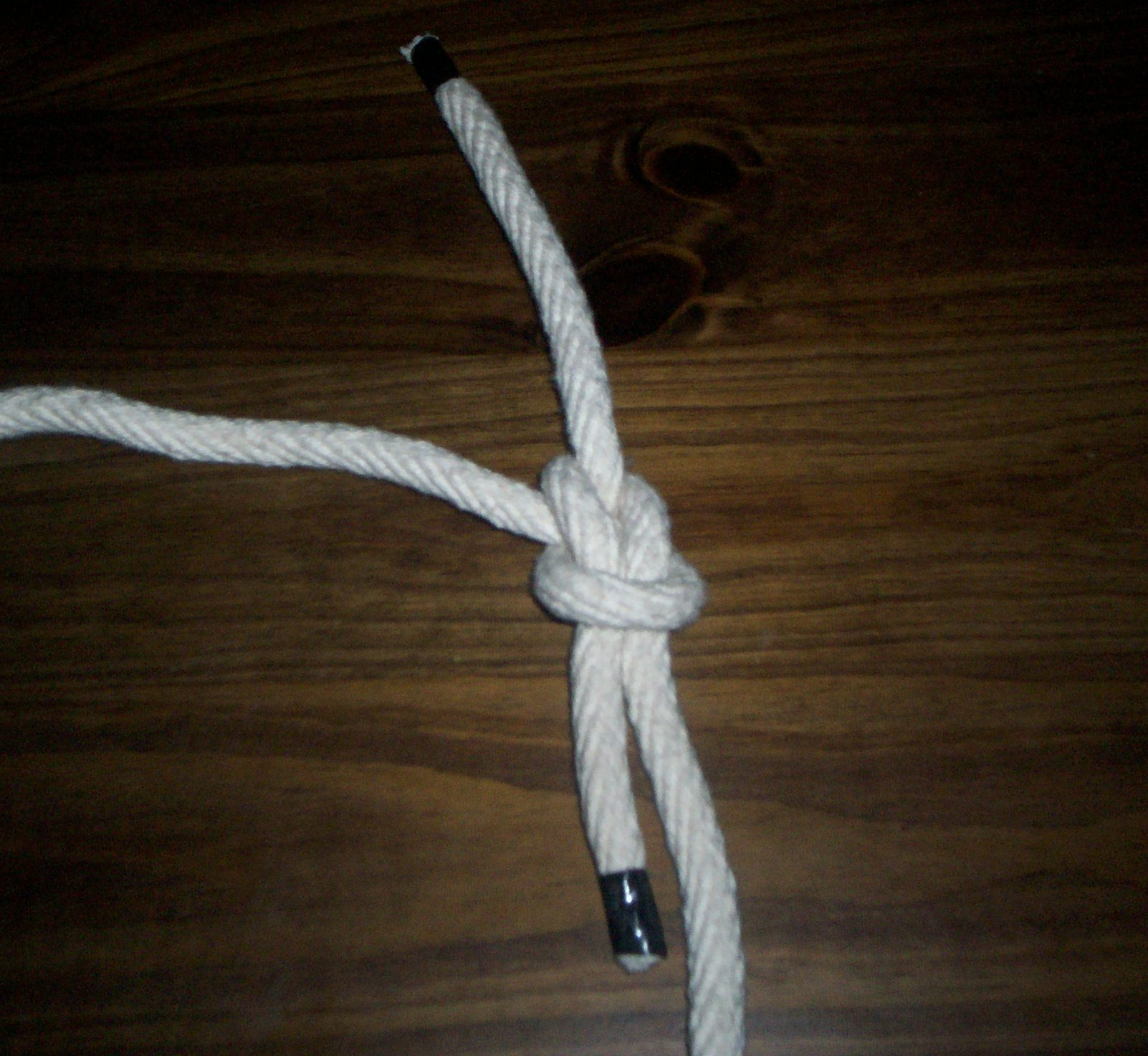
Llaç de guia acabat.

L'as de guia, llaç de guia (o nus de guia), gassa d'amant o gassa de mà és un nus d'origen nàutic, també utilitzat habitualment en altres activitats com el muntanyisme. Es tracta d'un nus bàsic de gran practicitat que pot suportar una gran tensió sense lliscar ni bloquejar-se (és a dir, que pot deslligar amb facilitat).
Encara que generalment es considera un nus fiable, les seves principals deficiències són una tendència a treballar solt quan no esà sota càrrega, lliscar quan s'extreu de costat i una certa tendència del nus a capgirar en certes circumstàncies. Per fer front a aquestes deficiències, s'han desenvolupat diverses variacions més segures del llaç de guia per utilitzar-les en aplicacions de seguretat crítica.

## Usos

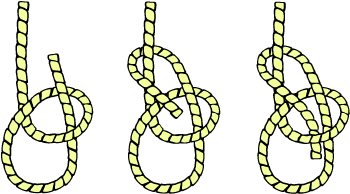

Aquest nus s'utilitza per a múltiples aplicacions, entre elles:
- Per encapellar els cordes d'un vaixell en els norais.
- Per lligar una corda a un pal, anella o qualsevol altre suport.
- Per lligar les drisses i escotes a les veles.
- Per improvisar un nus no escorredor per envoltar alguna cosa.
- En muntanyisme, per confeccionar un arnès ràpid (p.e.: en el rescat d'un escalador) .
- Per fer un pont de mico, en classes d'educació física, muntanyisme, etc.

## Realització d'un llaç de guia

Nus 1034.5 de l'Ashley Book of knots

1. Fer un petit llaç a la corda (no emprar l'extrem lliure en el cas que només un d'ambdós ho estigués).
2. Passar l'extrem lliure pel llaç.
3. Passar l'extrem lliure per sota de la corda que surt del llaç.
4. Encerclar la corda i introduir l'extrem lliure de la mateixa pel llaç, aquesta vegada de dalt a baix.
5. Ajustar el nus.

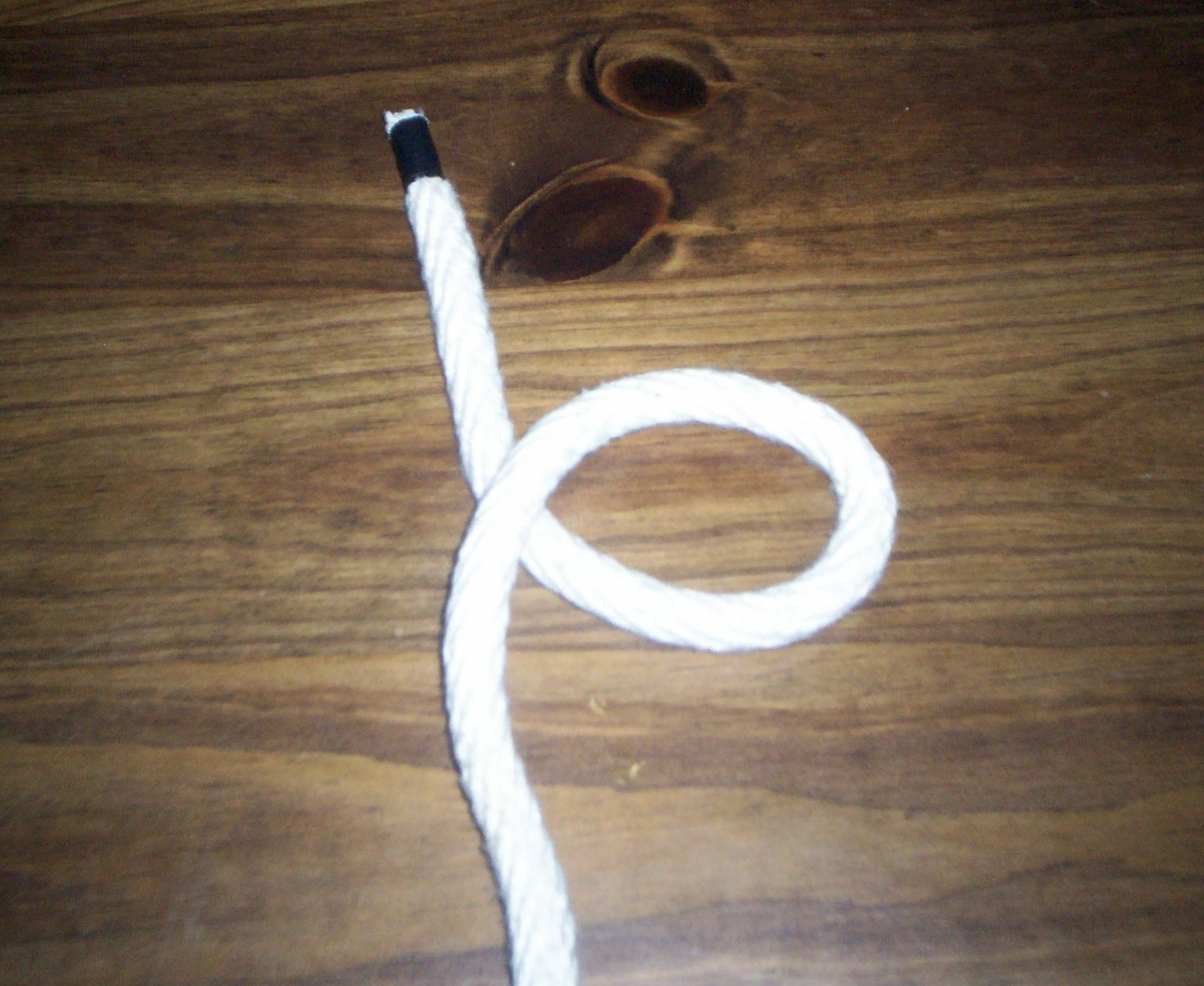
Pas 1
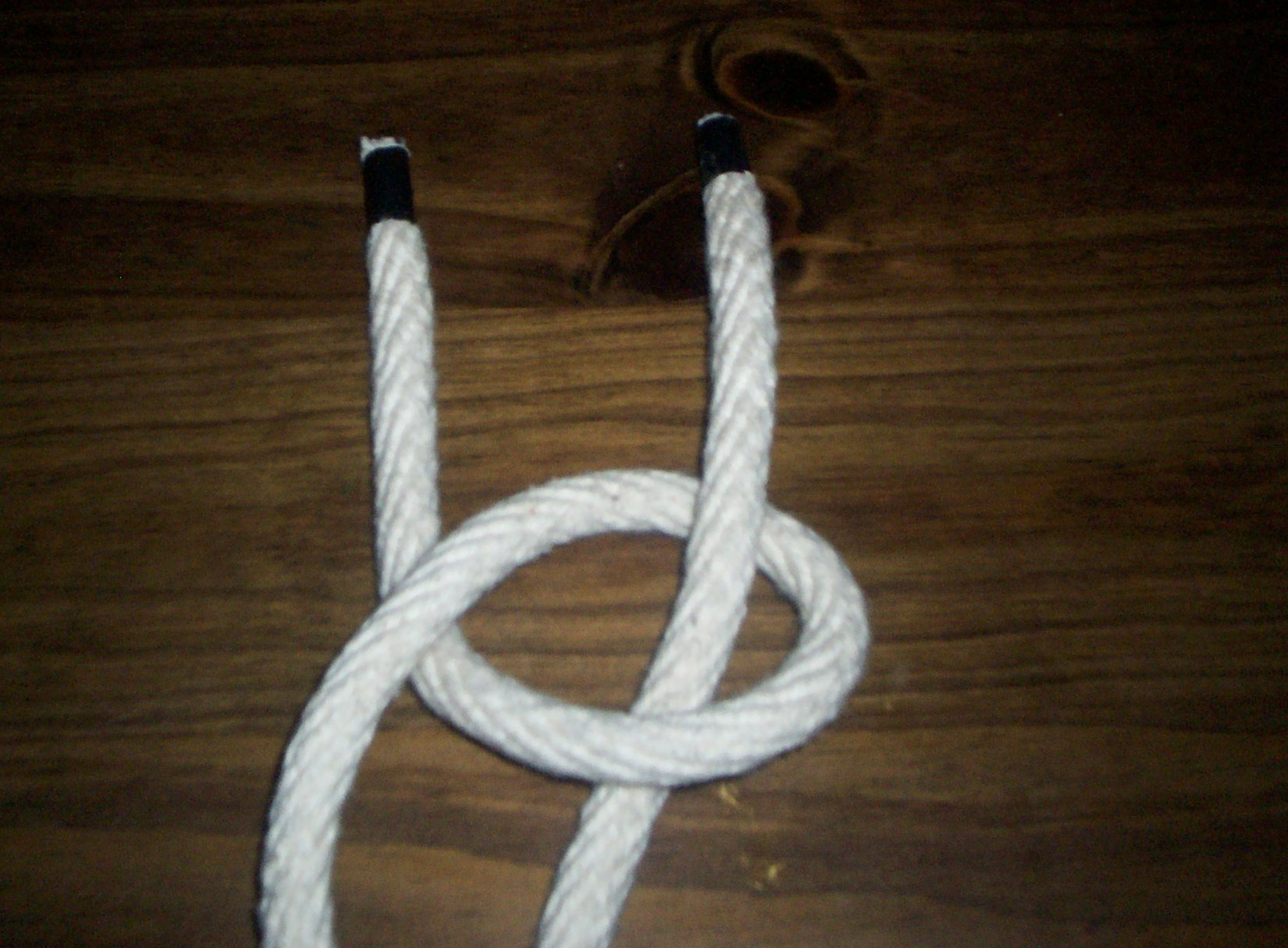
Pas 2
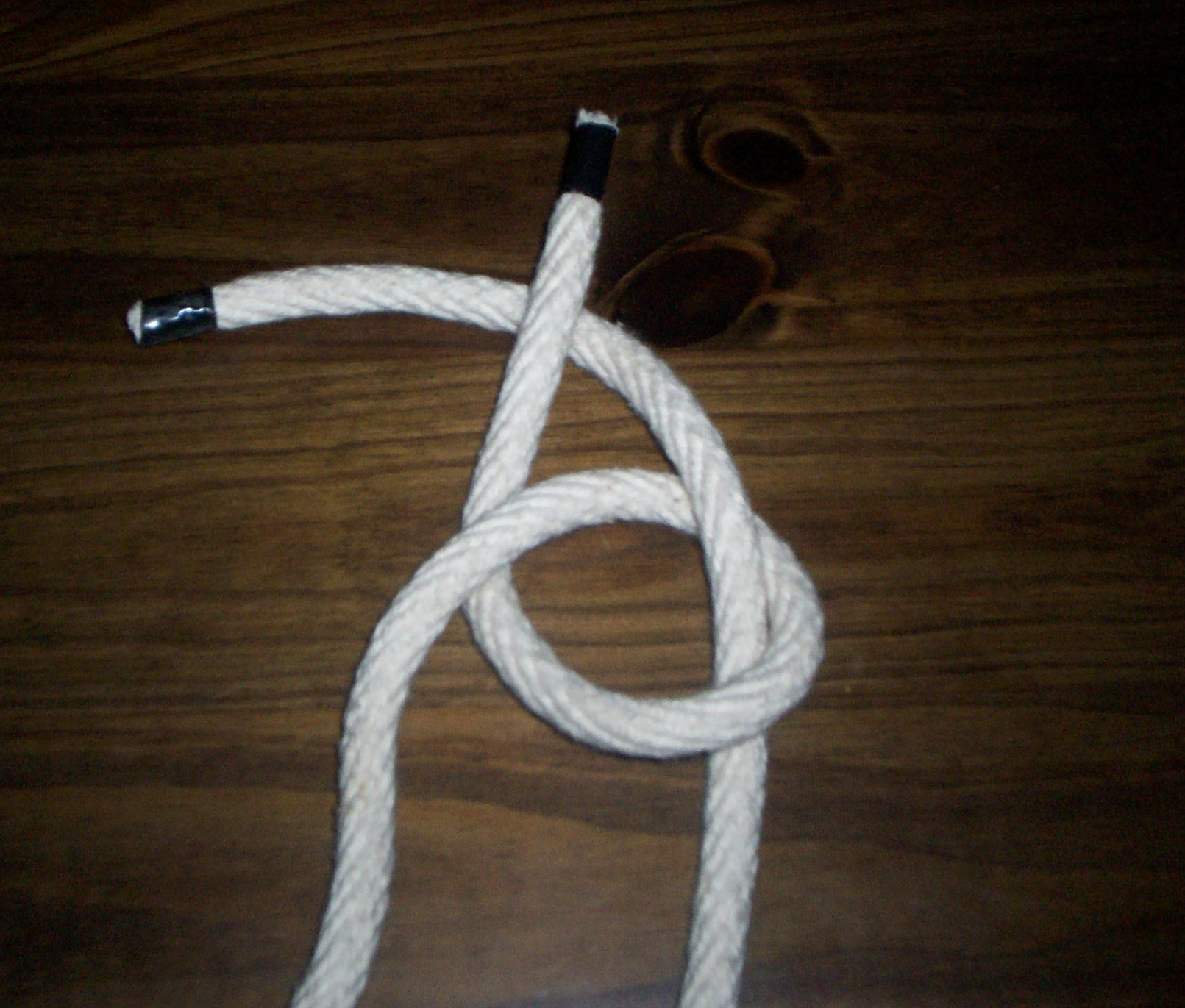
Pas 3
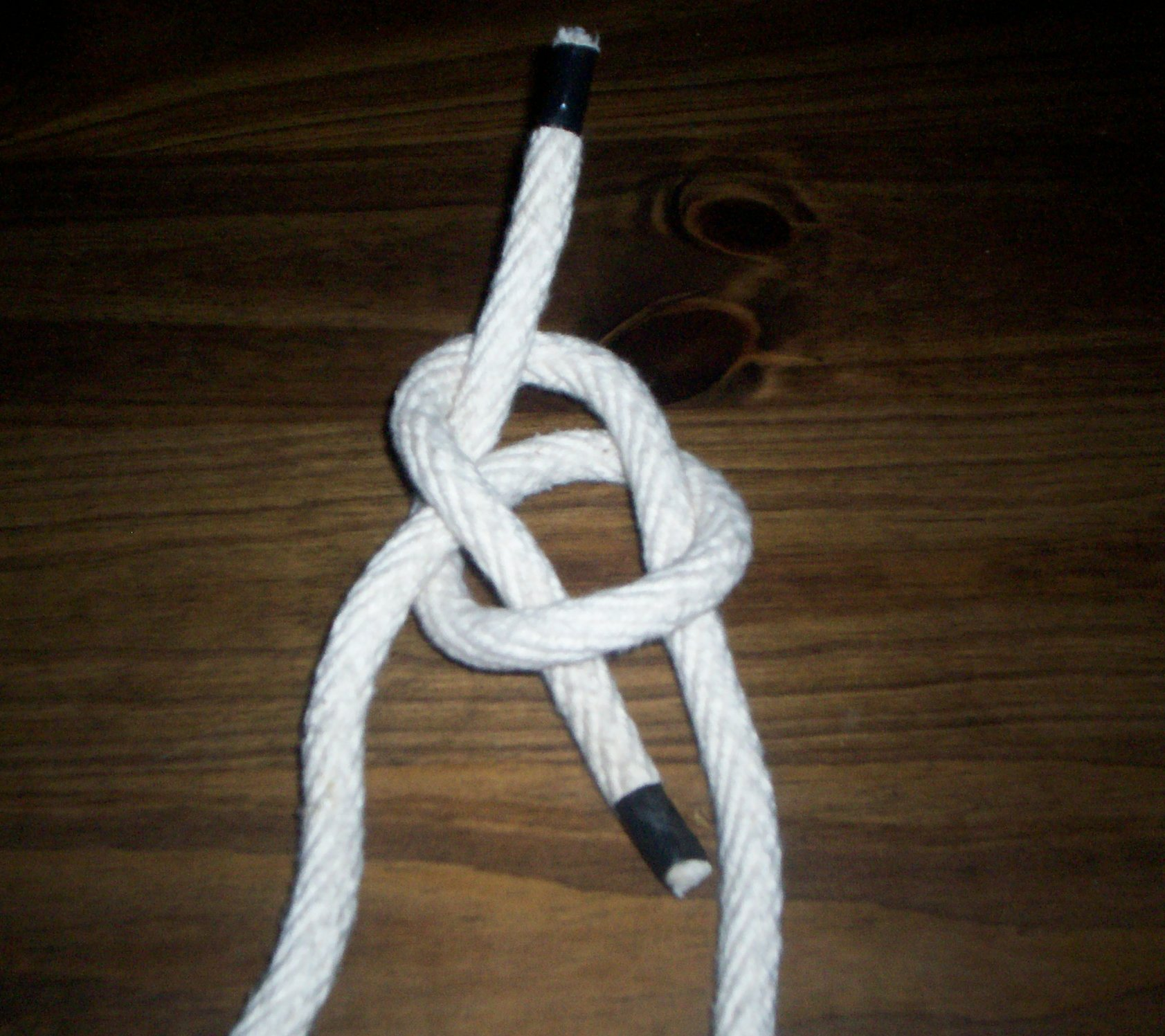
Pas 4

### Regla mnemotècnica
Hi ha una regla mnemotècnica molt útil per poder recordar els passos a seguir per fer-ho de forma correcta (els 5 passos coincideixen amb els abans descrits).
- Pas 1: Tenim un llac amb un arbre (l'arbre està per darrere del llac)
- Pas 2: Una serp surt del llac (la serp és el cap lliure)
- Pas 3: La serp passa per darrere l'arbre
- Pas 4: La serp es fica dins el llac
- Pas 5: Per ajustar el nus l'últim que haurem de fer és tensar -tirant de l'arbre-, del cap de la serp i la seva cua

El tros de corda que "fa d'arbre" en el cas del rescat d'un escalador seria la part no lliure que ve des de dalt.